# Зміїний яр
Зміїний яр — ботанічний заказник місцевого значення. Розташований в Бахмутському районі Донецької області, у Соледарській міській громаді на північному сході від залізничної станції Виїмка. Статус заказника присвоєно розпорядженням голови ОДА керівника обласної ВЦА № 1204/5-19 від 01.11.2019. Площа — 95 га, користувач - Соледарська міська рада. 
Охороняється яр, у нижній частині якого поширена лучна рослинність. На схилах яру зростає типчаково-ковиловий степ з асоціаціями ласкавцю серповидного, півників солончакових, грудниці шерстистої, ковили волосистої та Лессінга, занесених до Червоної книги України. З дерев та кущів трапляються терен, акація біла та каргана кущова. На північно-східному схилі у місцях виходу вапняків на поверхню зростає кальцифільна рослинність.

## Галерея

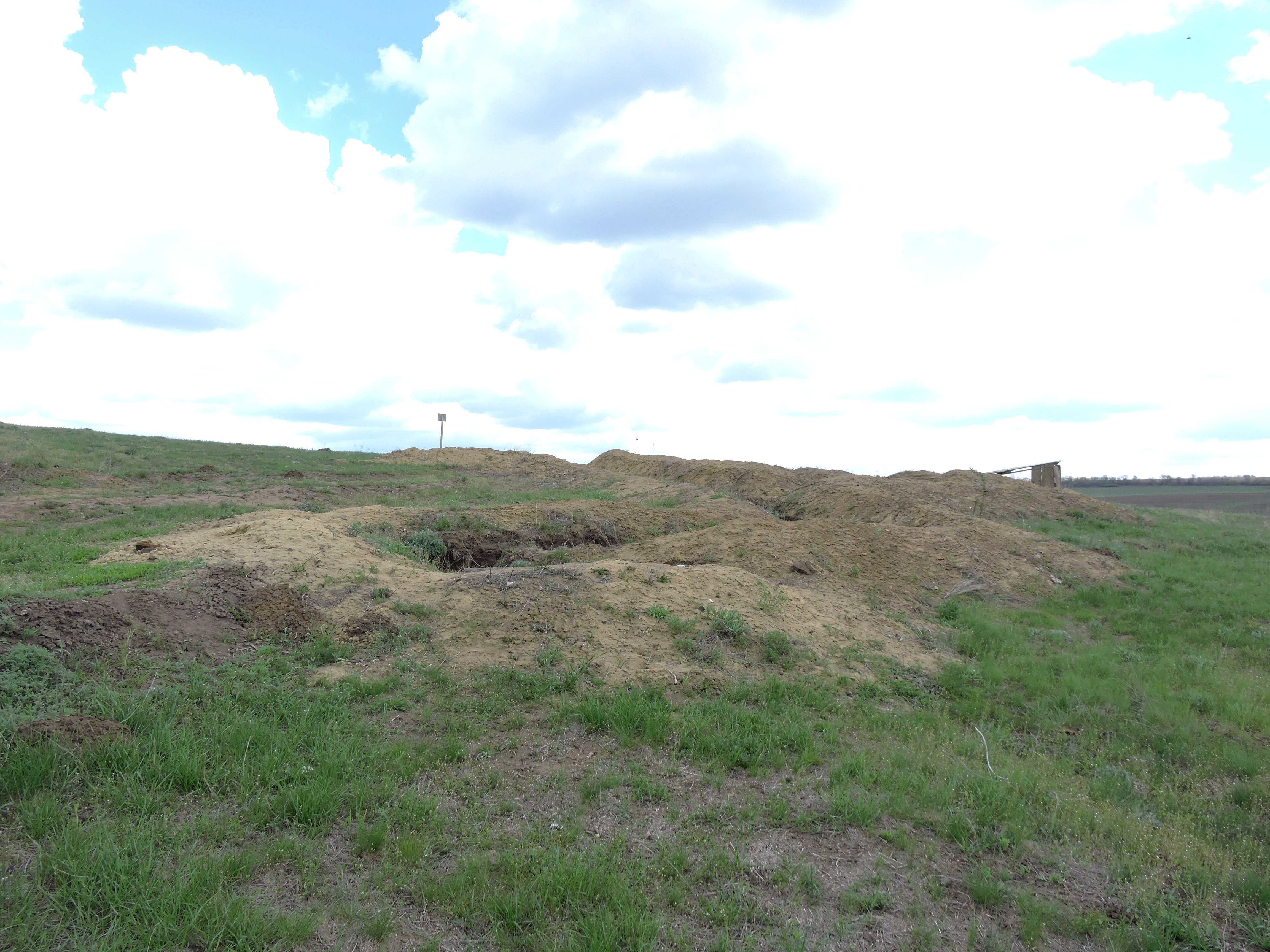
Окопи 2014 року
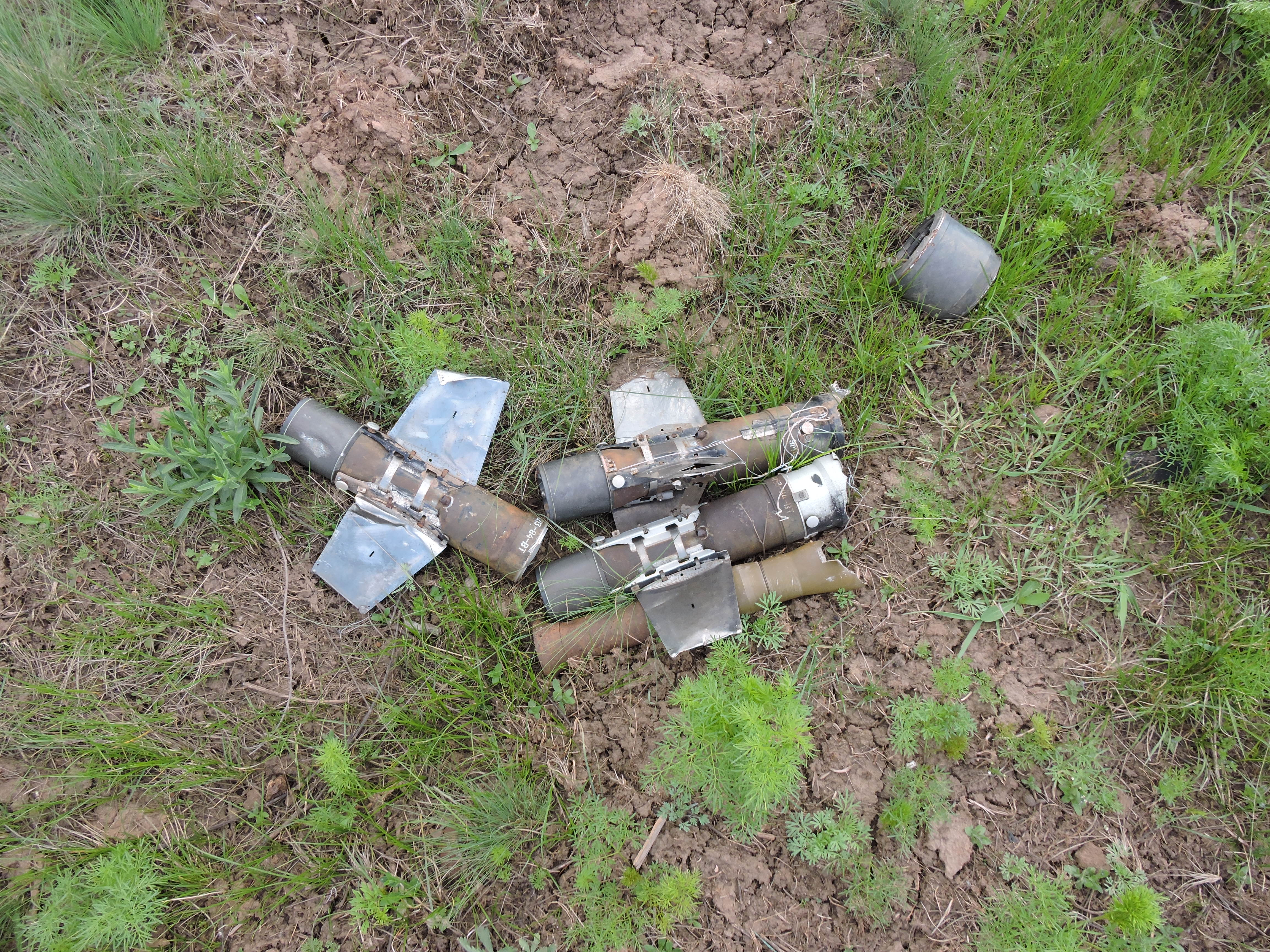
Зміїний Яр
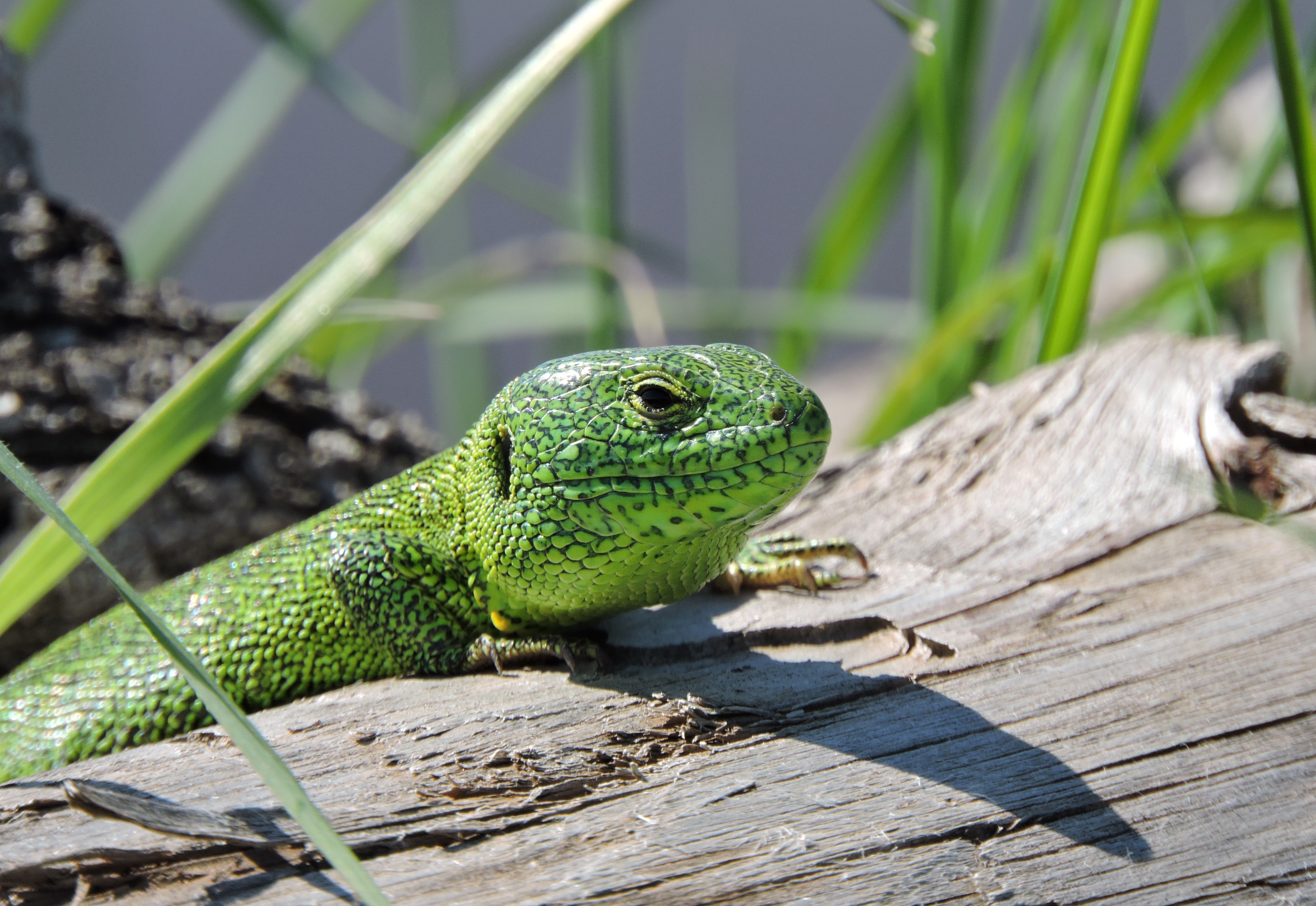
Фауна Зміїного Яру